# Departure (ONE N' ONLYのアルバム)
『Departure』（デパーチャー）は、日本の5人組ダンス&ボーカルグループ・ONE N' ONLYの2枚目のスタジオ・アルバム。2023年5月17日にSDRからリリースされた。

## 背景
2023年5月17日にリリースされた作品で、グループ結成5周年を記念する重要な節目となった。このアルバムは、ONE N' ONLYのこれまでの歩みと、これからの挑戦を象徴する作品として位置づけられている。
『Departure』の制作背景には、グループの進化と多様性を追求する姿勢がある。メンバーのHAYATOは、デビュー当初はヒップホップベースの攻めたサウンドを持ち味としていたが、次第に歌詞のメッセージ性にも重きを置くようになり、それが現在の“ワンエンらしさ”を形成していると語っている。
また、REIは、TikTokでの南米でのバズりをきっかけに音楽性が広がり、より“唯一無二”の個性を得られたと述べている。
さらに、アルバムのリリースに先立ち、初のラテンアメリカツアーを成功させるなど、グローバルな活動も展開している。

## 制作
制作において、ONE N' ONLYはこれまで以上にメンバー自身が深く関与し、グループの進化と多様性を追求する姿勢を示した。特に、リード曲「Departure」は、メンバーのHAYATOが作詞に参加し、自身の経験や思いを反映させている。この楽曲は、これまでの作品とは異なるシリアスで壮大な世界観を持ち、グループの新たな一面を表現している。
また、アルバム全体としても、ポップ、ロック、ヒップホップ、EDM、ラテンなど、あらゆるジャンルを横断した新曲10曲が収録されており、グループの意欲的な姿勢を感じさせる内容となっている。メンバーたちは、楽曲の選定や歌詞の内容、アレンジなどに意見を出し合い、制作に積極的に関与した。
さらに、アルバムの制作過程では、メンバー自身がSNSでの発信方法やプロモーション戦略についても考慮し、グループとしての成長を目指した。

## 構成
全16曲を収録した作品で、グループの多様な音楽性と進化を感じさせる内容となっている。アルバムは初回生産限定盤と通常盤の2形態でリリースされ、それぞれ異なる特典が付属している。
初回生産限定盤には、2022年10月29日に中野サンプラザホールで行われた「ONE N’ LIVE 2022 〜UNITE〜”Special Edition”」のライブ映像を収録したBlu-rayが付属している。このライブ映像には、「LA DI DA」「Sexy Beach Party Yes!!」「Category」「Dark Knight」「L.O.C.A」など、グループの代表曲が多数収録されており、ファンにとっては貴重な映像となっている。
また、初回生産限定盤には60ページに及ぶ豪華ブックレットと、スタンディングフォト（集合2種ランダム封入）が特典として付属している。通常盤には、トレーディングカード（ソロ6種＋集合1種、全7種ランダム封入）が封入されている。
アルバムの収録曲は、さまざまなジャンルを取り入れており、グループの音楽的な幅広さと挑戦的な姿勢が感じられる。特に、「Get That（PR-BR ver.）」はポルトガル語バージョンで収録されており、南米での人気を反映した内容となっている。

## リリース
リリースを記念して、全国各地でリリースイベントが開催された。5月13日には埼玉・イオンレイクタウンmori、5月17日には東京・ダイバーシティ東京プラザ、5月20日には大阪・セブンパーク天美でミニライブと特典会が行われた。
また、アルバムの発売に合わせて、HMVとのスペシャルキャンペーンも実施された。HMV15店舗とHMV&BOOKS onlineにて、対象商品を2,000円（税込）以上購入した方に先着で限定フォトカード（ランダム7種）がプレゼントされた。
さらに、5月17日にはLINE MUSICでの再生キャンペーンも開催され、対象楽曲を再生することでプレゼントが当たる企画が行われた。

## ミュージック・ビデオ
「Departure」のミュージックビデオ（MV）は、グループの5周年を記念する作品として、視覚的にも音楽的にも彼らの進化を象徴する内容となっている。
MVは、豪華なシャンデリアが輝くバンケットホールで撮影され、メンバーたちは洗練された衣装を纏い、力強くも繊細なダンスパフォーマンスを披露している。特に、曲のサビで見せる腕を組んで上にウェーブする振付や、首と足だけを動かす繊細な動きは、視覚的なインパクトを与えるポイントとなっている。
また、MVの制作過程を収めたビハインド・ザ・シーンズ映像も公開されており、メンバーたちの真剣な姿勢や撮影現場の雰囲気を垣間見ることができる。
MVの公開後、ファンからは「ダンスがかっこいい」「映像が美しい」といった称賛の声が多く寄せられ、YouTubeの再生回数も順調に伸びている。さらに、ダンスパフォーマンスバージョンのMVも公開され、メンバーの高いダンススキルが改めて評価されている。

## 収録曲
| #         | タイトル                             | 作詞                      | 作曲                 | 編曲                     | 時間  |
| --------- | ------------------------------------ | ------------------------- | -------------------- | ------------------------ | ----- |
| 1.        | 「CIRCLE」                           | JUNE                      | JUNE                 | JUNE                     | 3:27  |
| 2.        | 「OPEN」                             | MAKKA, Uio                | Uio                  | Uio                      | 3:53  |
| 3.        | 「We'll rise again」                 | JUNE                      | JUNE, Ethan Augustin | Ethan Augustin           | 4:12  |
| 4.        | 「Step Up」                          | JUNE                      | JUNE, Ethan Augustin | Ethan Augustin           | 3:51  |
| 5.        | 「Set a Fire」                       | Bedroom Cinemas           | Bedroom Cinemas      | Bedroom Cinemas          | 3:22  |
| 6.        | 「Departure」                        | JUNE, D&H                 | JUNE, D&H            | JUNE                     | 3:48  |
| 7.        | 「Hunt」                             | her0ism, TSINGTAO, 伊藤涼 | her0ism, TSINGTAO    | her0ism, Shintaro Yasuda | 3:26  |
| 8.        | 「Get That (PR-BR ver.)」            | JUNE                      | JUNE                 | JUNE                     | 2:55  |
| 9.        | 「Reflection」                       | 山下永玖, 関哲汰, JUNE    | 山下永玖, JUNE       | Shika3                   | 3:55  |
| 10.       | 「LUCKY」                            | PURPLE NIGHT              | PURPLE NIGHT         | PURPLE NIGHT             | 3:20  |
| 11.       | 「Good Day」                         | Ariel Mirai, Kiyoki       | Takahiro Ohno        | Skinny Dev               | 3:22  |
| 12.       | 「YOU???」                           | MAKKA, ケリー             | 家原正樹             | 家原正樹                 | 3:24  |
| 13.       | 「Last Forever」                     | MAKKA                     | 江上浩太郎           | 江上浩太郎               | 3:36  |
| 14.       | 「Call me」                          | Masaki Fujiwara, Uio      | Uio                  | Uio                      | 4:21  |
| 15.       | 「10,000miles」                      | PURPLE NIGHT              | PURPLE NIGHT         | PURPLE NIGHT             | 4:10  |
| 16.       | 「Get That」(初回生産限定盤のみ収録) | JUNE                      | JUNE                 | JUNE                     | 2:56  |
| 合計時間: | 合計時間:                            | 合計時間:                 | 合計時間:            | 合計時間:                | 57:58 |

| #         | タイトル                       | 作詞                           | 作曲                           | 編曲                     | 時間  |
| --------- | ------------------------------ | ------------------------------ | ------------------------------ | ------------------------ | ----- |
| 1.        | 「CIRCLE」                     | JUNE                           | JUNE                           | JUNE                     | 3:27  |
| 2.        | 「OPEN」                       | MAKKA, Uio                     | Uio                            | Uio                      | 3:53  |
| 3.        | 「We'll rise again」           | JUNE                           | JUNE, Ethan Augustin           | Ethan Augustin           | 4:12  |
| 4.        | 「Step Up」                    | JUNE                           | JUNE, Ethan Augustin           | Ethan Augustin           | 3:51  |
| 5.        | 「Set a Fire」                 | Bedroom Cinemas                | Bedroom Cinemas                | Bedroom Cinemas          | 3:22  |
| 6.        | 「Departure」                  | JUNE, D&H                      | JUNE, D&H                      | JUNE                     | 3:48  |
| 7.        | 「Hunt」                       | her0ism, TSINGTAO, 伊藤涼      | her0ism, TSINGTAO              | her0ism, Shintaro Yasuda | 3:26  |
| 8.        | 「Get That (PR-BR ver.)」      | JUNE                           | JUNE                           | JUNE                     | 2:55  |
| 9.        | 「Reflection」                 | 山下永玖, 関哲汰, JUNE         | 山下永玖, JUNE                 | Shika3                   | 3:55  |
| 10.       | 「LUCKY」                      | PURPLE NIGHT                   | PURPLE NIGHT                   | PURPLE NIGHT             | 3:20  |
| 11.       | 「Good Day」                   | Ariel Mirai, Kiyoki            | Takahiro Ohno                  | Skinny Dev               | 3:22  |
| 12.       | 「YOU???」                     | MAKKA, ケリー                  | 家原正樹                       | 家原正樹                 | 3:24  |
| 13.       | 「Last Forever」               | MAKKA                          | 江上浩太郎                     | 江上浩太郎               | 3:36  |
| 14.       | 「Call me」                    | Masaki Fujiwara, Uio           | Uio                            | Uio                      | 4:21  |
| 15.       | 「10,000miles」                | PURPLE NIGHT                   | PURPLE NIGHT                   | PURPLE NIGHT             | 4:10  |
| 16.       | 「Be Alright」(通常盤のみ収録) | JUNE, NASTY NARO (from CODE-V) | JUNE, NASTY NARO (from CODE-V) | JUNE                     | 4:23  |
| 合計時間: | 合計時間:                      | 合計時間:                      | 合計時間:                      | 合計時間:                | 59:25 |

| #   | タイトル | 作詞 | 作曲・編曲 |
| --- | --- | ---- | ---------- |
| 1.  | 「LA DI DA」                                                                                                |      |            |
| 2.  | 「Sexy Beach Party Yes!!」                                                                                  |      |            |
| 3.  | 「Category」                                                                                                |      |            |
| 4.  | 「Dark Knight」                                                                                             |      |            |
| 5.  | 「L.O.C.A」                                                                                                 |      |            |
| 6.  | 「UNITE Tour 2022 Rap Section」                                                                             |      |            |
| 7.  | 「UNITE Tour 2022 Medley (I’M SWAG/GuRu GuRu/Everything’s Changing/POP! POP!/Don’t worry/Only One For Me)」 |      |            |
| 8.  | 「STARLIGHT 〜未来ノトビラ〜」                                                                              |      |            |
| 9.  | 「QUEEN」                                                                                                   |      |            |
| 10. | 「UNITE Tour Dance Section」                                                                                |      |            |
| 11. | 「What’s Your Favorite?」                                                                                   |      |            |
| 12. | 「We Just Don’t Care」                                                                                      |      |            |
| 13. | 「HOLIDAY」                                                                                                 |      |            |
| 14. | 「LUCKY」                                                                                                   |      |            |
| 15. | 「Step Up」                                                                                                 |      |            |
| 16. | 「Good Day」                                                                                                |      |            |
| 17. | 「YOUNG BLOOD」                                                                                             |      |            |
| 18. | 「My Love」                                                                                                 |      |            |

## 批評とチャート成績
『Departure』は、2023年5月17日にリリースされ、オリコン週間アルバムランキングで初登場6位を記録し、5週連続でチャートインした。
また、Billboard JAPANの総合アルバムチャート「Hot Albums」では最高位5位を獲得し、グループの音楽的成長と多様性が評価された。